# Anton Wallby
Anton Sigfrid Wallby, född 6 augusti 1882 i Vallby, död 19 februari 1947 i Stockholm, var en svensk arkitekt.

## Biografi
Wallby utexaminerades från 1906 Chalmers tekniska läroanstalt med fortsatta studier vid Kungliga Akademien för de fria konsterna 1907-08. Han var anställd hos Yngve Rasmussen i Göteborg 1907, men fortsatte därefter sin bana på olika stockholmskontor 1909–1912, var chef för Allmänna ingenjörsbyråns ritkontor i Perm, Ryssland 1912–1914, innan han startade egen verksamhet i Stockholm.
Wallby har ritat ett 40-tal byggnader i Stockholms innerstad, huvudsakligen hyres- och affärshus. Stilen på de i huvudsak putsade fasaderna spänner från nationalromantik under 1910-talet till nordisk klassicism under det påföljande årtiondet. På Kungsholmen uppfördes i början av 1930-talet några hus ritade i funktionalistisk stil.

## Stockholmsverk i urval

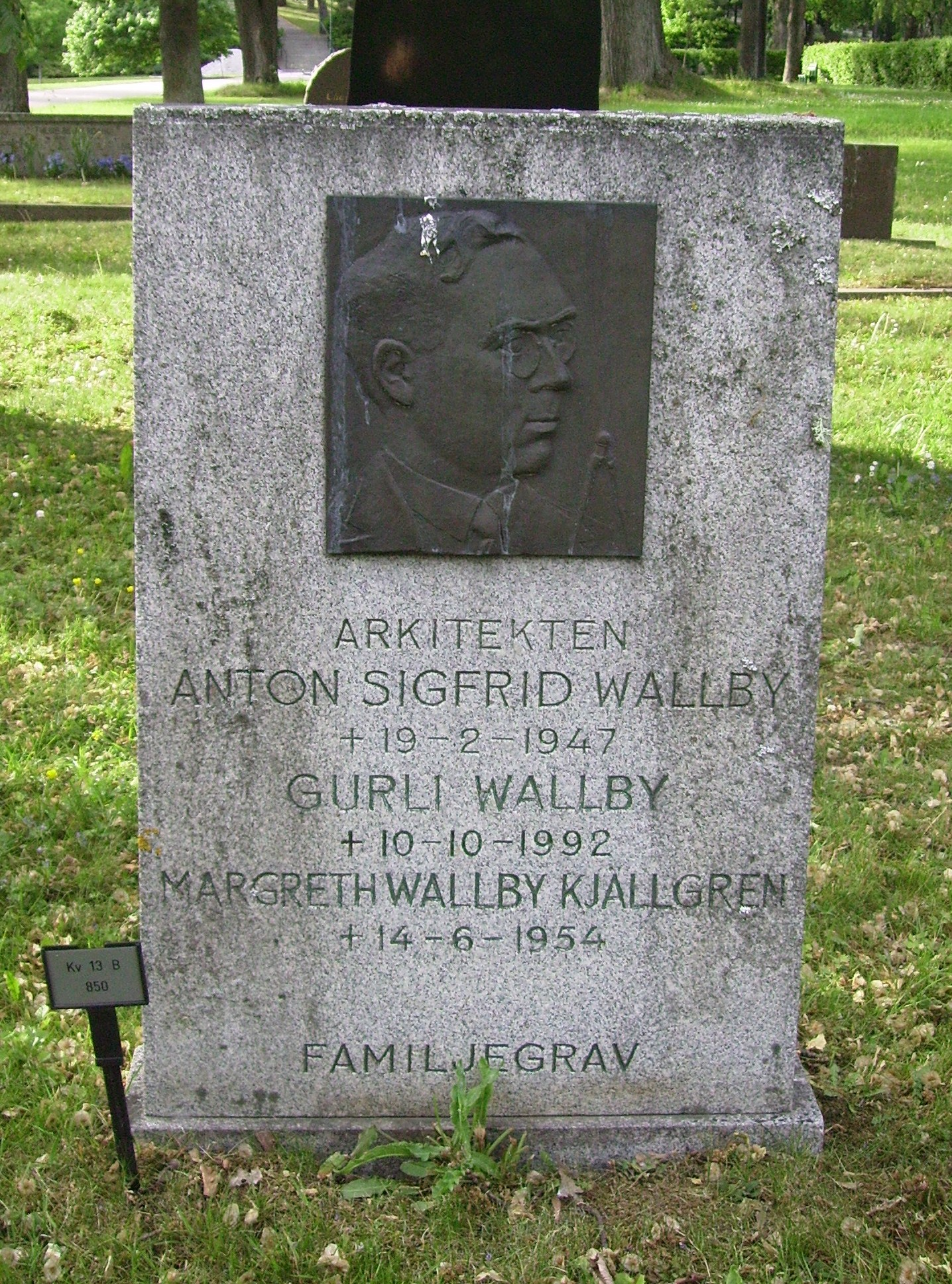
Anton Wallbys gravvård på Norra begravningsplatsen i Solna kommun.

## Stockholmsverk i urval[10]
| Adress               | Byggnadsår                      |
| -------------------- | ------------------------------- |
| Birger Jarlsgatan 60 | 1914-19 (fasader)               |
| Bragevägen 1         | 1915-16                         |
| Chapmansgården 8     | 1931-32                         |
| Danderydsgatan 18    | 1923-24                         |
| Eriksbergsgatan 40   | 1916-18                         |
| Eriksbergsgatan 42   | 1915-17 (m. Sam Kjellberg)      |
| Hagagatan 30         | 1925-26                         |
| Jaktvarvsgården 4    | 1931-32                         |
| Karlavägen 22        | 1922-23                         |
| Karlbergsvägen 48    | 1921                            |
| Karlsviksgatan 5     | 1925-27                         |
| Karlsviksgatan 9     | 1929                            |
| Karlsviksgatan 7     | 1929                            |
| Kungsholms strand    | 1929-30                         |
| Ringvägen 158        | 1929-31                         |
| Roslagsgatan 14      | 1916-22                         |
| Runebergsgatan 4-6   | 1917-18                         |
| Sankt Eriksgatan 99  | 1925-27                         |
| Sankt Eriksgatan 103 | 1926-27                         |
| Skeppargatan 49 B    | 1918-19 (m. Cyrillus Johansson) |
| Skeppargatan 49 A    | 1918-20                         |
| Skeppargatan 47 A    | 1919-20                         |
| Sveavägen 91         | 1924-25                         |
| Sveavägen 139        | 1926-27                         |
| Upplandsgatan 86     | 1916-17                         |
| Verdandigatan 5      | 1914-15                         |
| Västmannagatan 99    | 1920-21                         |
| Völundsgatan 10      | 1928                            |
| Åsögatan 132-134     | 1931-33                         |
| Östermalmsgatan 30   | 1923-24                         |
| Östermalmsgatan 32   | 1921-23                         |

## Bildgalleri

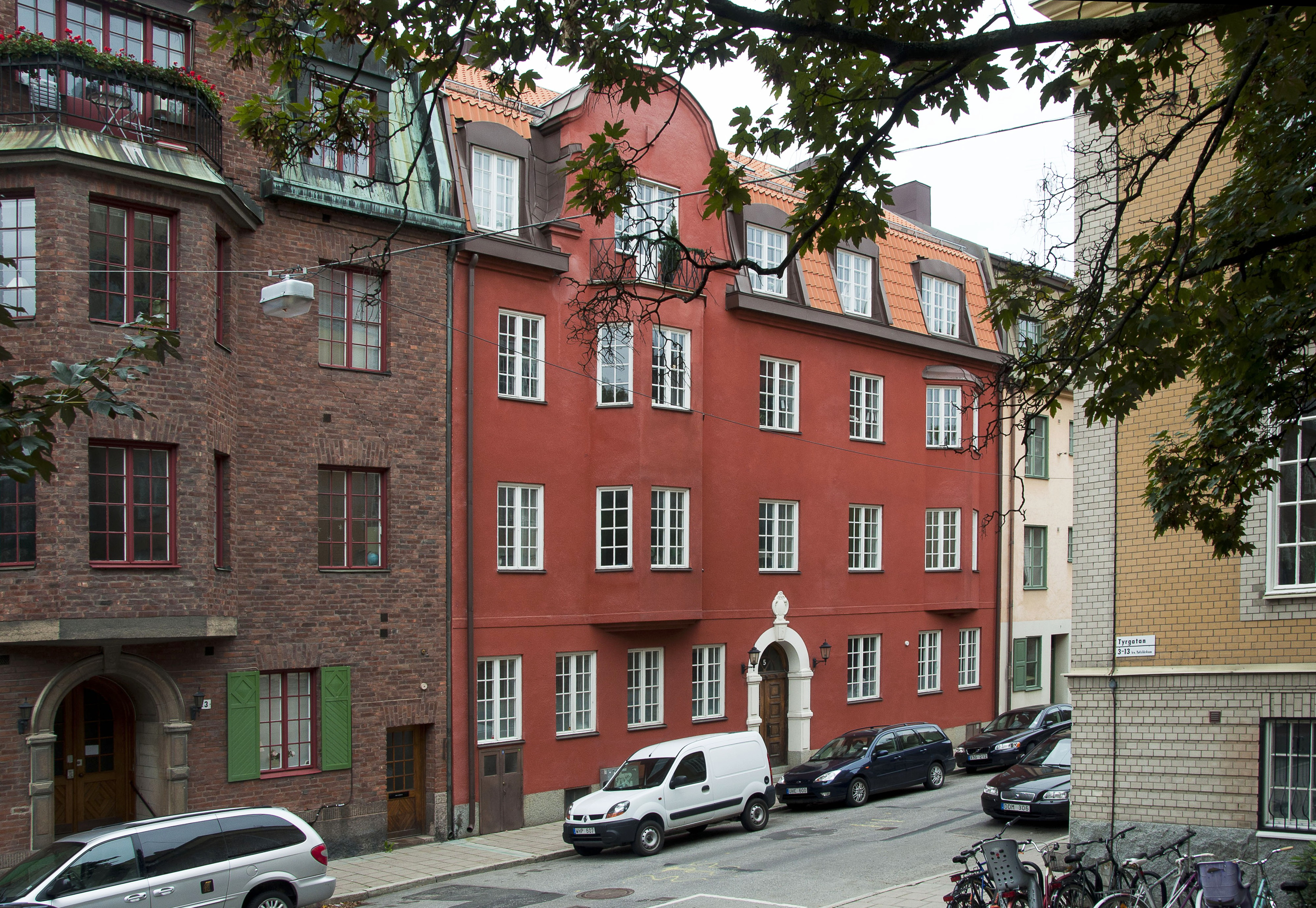
Verdandigatan 5
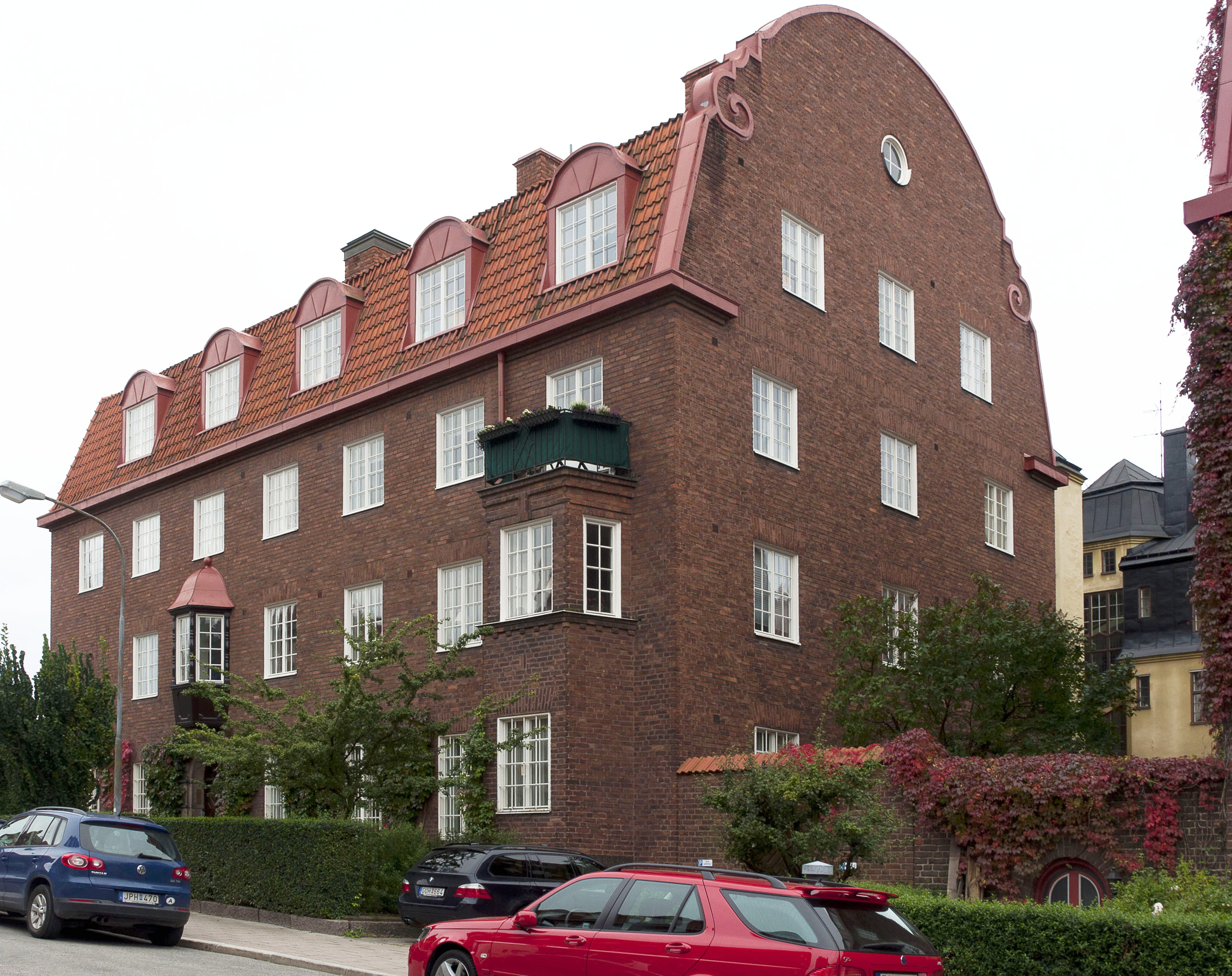
Skatan 13, Bragevägen 1
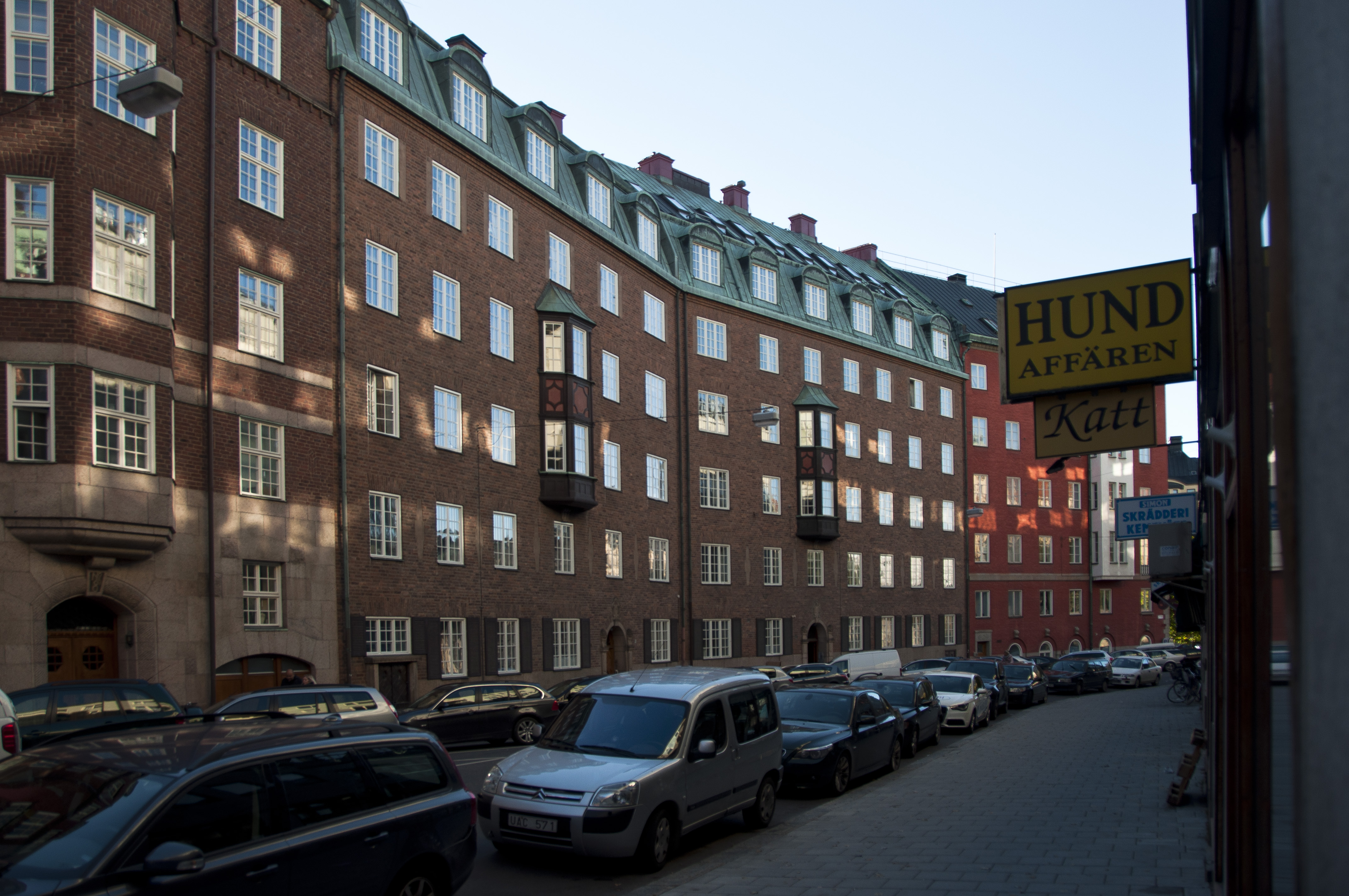
Runebergsgatan 4-6
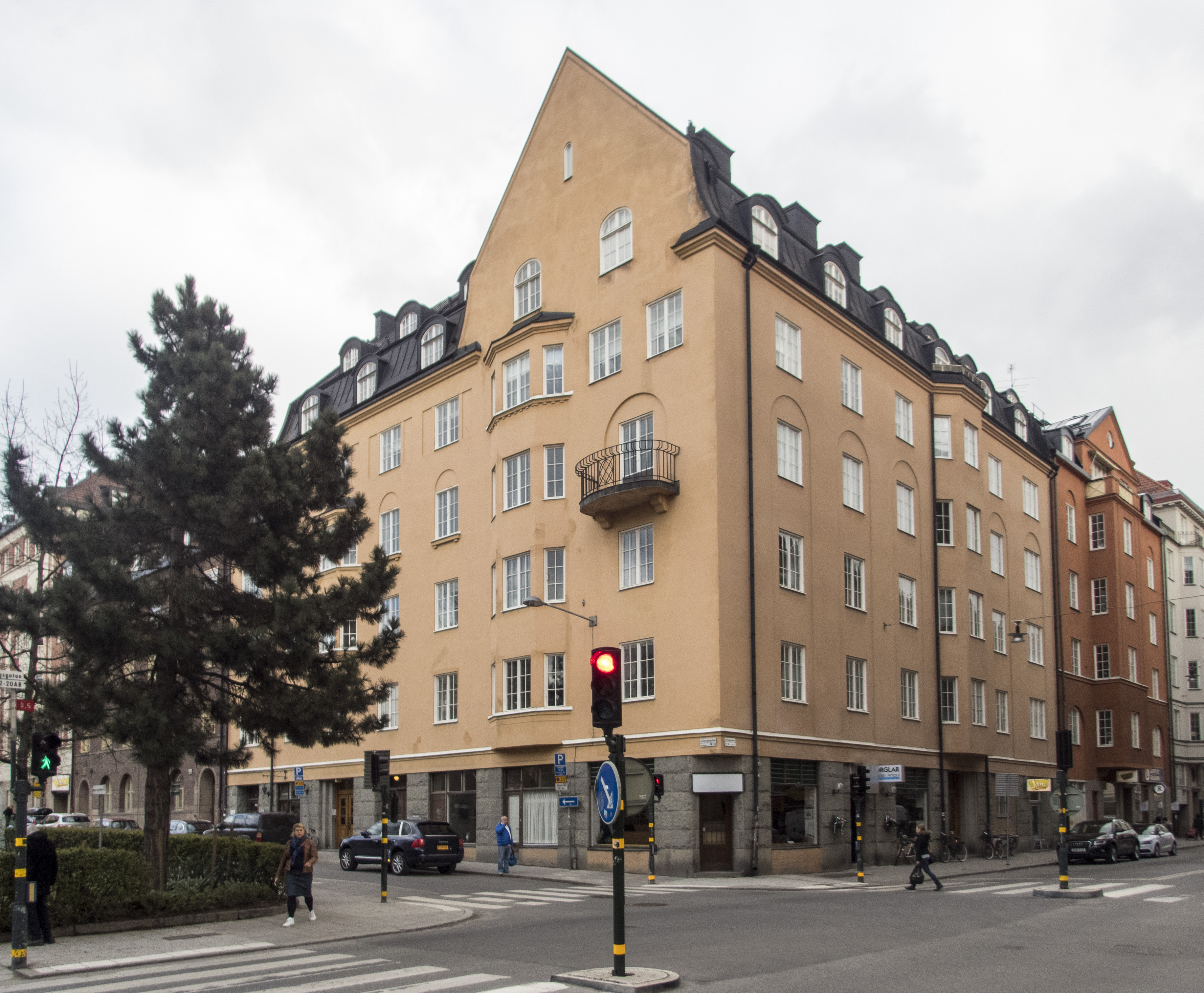
Målaren 1
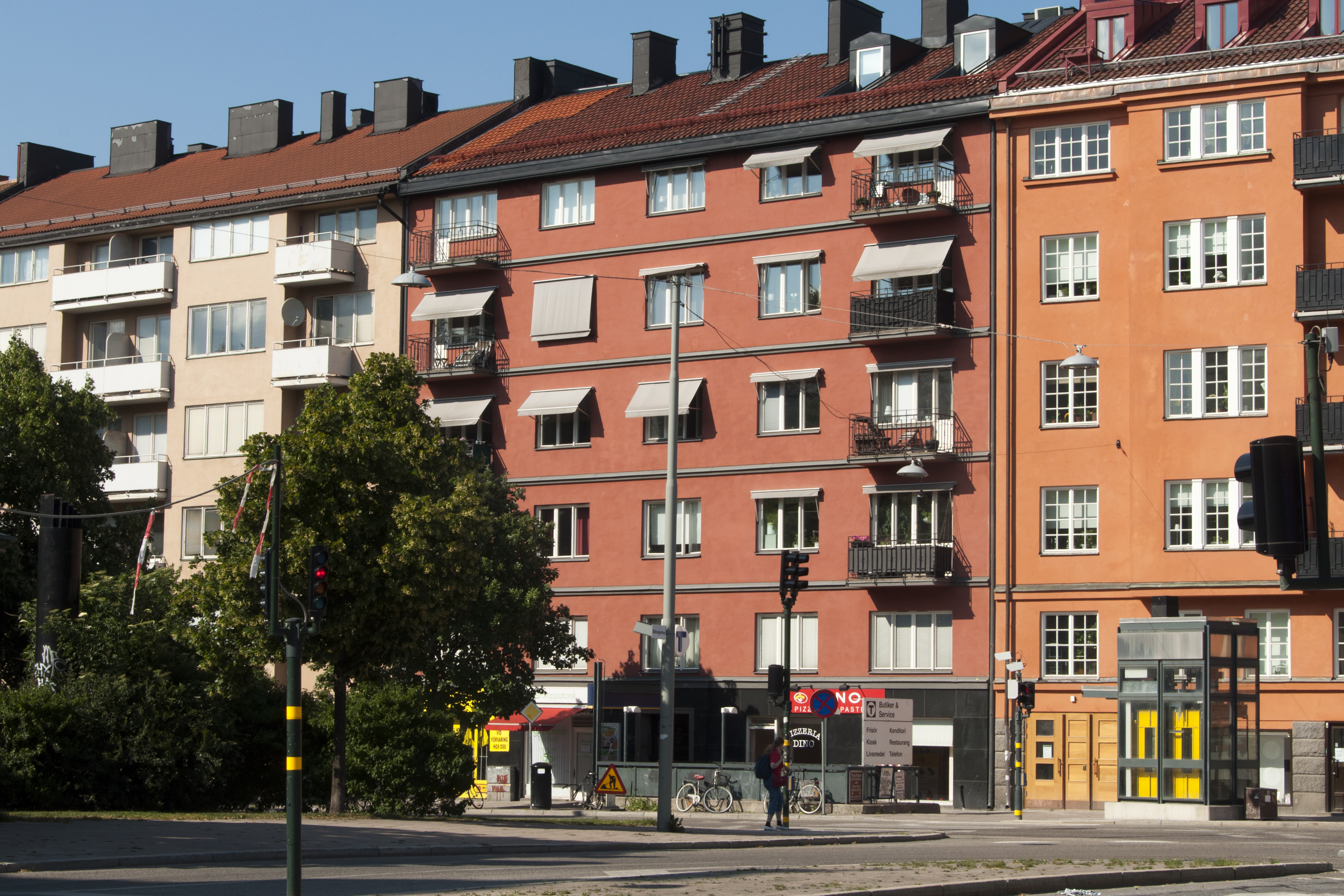
Valhallavägen 53